# Rajon Aschmjany

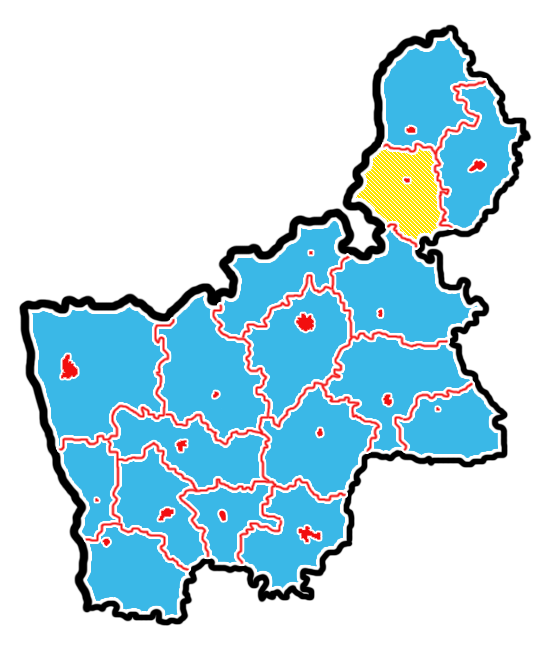
Karte der Hrodsenskaja Woblasz; Rajon Aschmjany in gelb

Der Rajon Aschmjany (belarussisch Ашмянскі раён; russisch Ошмянский район) ist ein Rajon (Verwaltungseinheit) im Norden der Hrodsenskaja Woblasz in Belarus mit dem administrativen Zentrum in der Stadt Aschmjany. Die Fläche des Rajons beträgt 1200 km². Die Verwaltungseinheit ist in 10 Selsawets gegliedert.

## Geschichte
Der Rajon Aschmjany wurde am 15. Januar 1940 gebildet.